# Horka (Szászország)
Horka település Németországban, azon belül Szászország tartományban. Lakosainak száma 1644 fő (2023. december 31.).

## Népesség
A település népességének változása:
| Lakosok száma | 1730 | 1656 | 1656 | 1644 |
|               | 2019 | 2021 | 2022 | 2023 |